# Europäische Vegetarier-Union

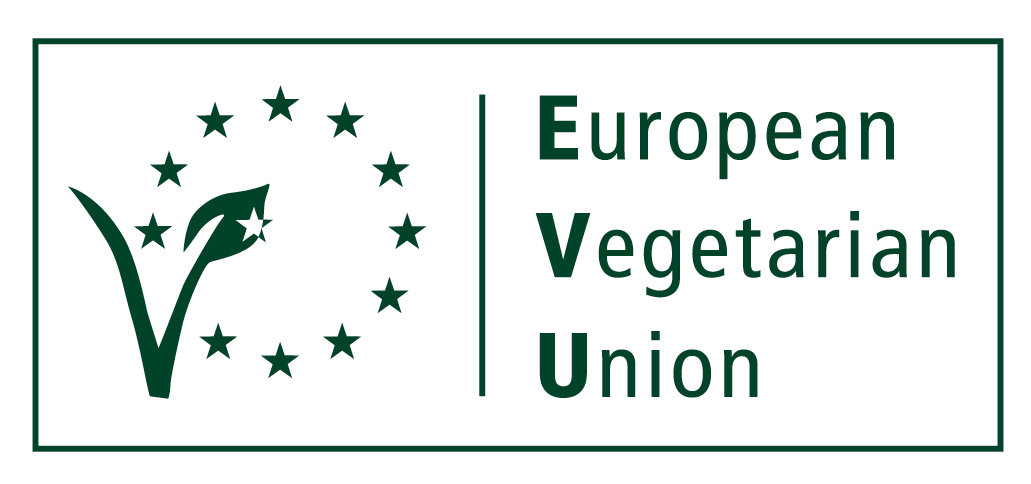
Logo der EVU

Die Europäische Vegetarier-Union (EVU) ist eine Dachorganisation für vegetarisch-vegane Vereine und Gruppen in Europa und arbeitet in den Bereichen Vegetarismus, Ernährung, Gesundheit, Verbraucherschutz, Umwelt und Klimawandel sowie Lebensmittelkennzeichnung. 
Die wichtigsten Aktivitäten sind:
- die Mitgliedsvereine zu unterstützen und auf europäischer Ebene zu vertreten und ihnen eine Plattform für Zusammenarbeit anzubieten,
- die vegetarische/pflanzliche Lebensweise, vegetarisch-vegane/pflanzliche Anliegen und die Vorzüge eines vegetarischen Lebensstils in der Öffentlichkeit bekannt zu machen und zu fördern,
- bei Regierungen, europäischen Institutionen und Organisationen für eine größere Beachtung der vegetarischen/Pflanzlichen Anliegen bei politischen Entscheidungen einzutreten und
- Lebensmittelkennzeichnung im Interesse der vegetarischen und veganen Verbraucher in ganz Europa zu fördern.

Durch die Mitgliedschaft in der Internationalen Vegetarier-Union (IVU) ist die EVU in ständigem Kontakt mit der weltweiten Vegetarier-Gemeinschaft. Die Organisation erhält Informationen von wichtigen internationalen Organisationen und Medien, wodurch eine gute Beobachtung der wirtschaftlichen, politischen und gesellschaftlichen Entwicklung möglich ist.